# レディング駅

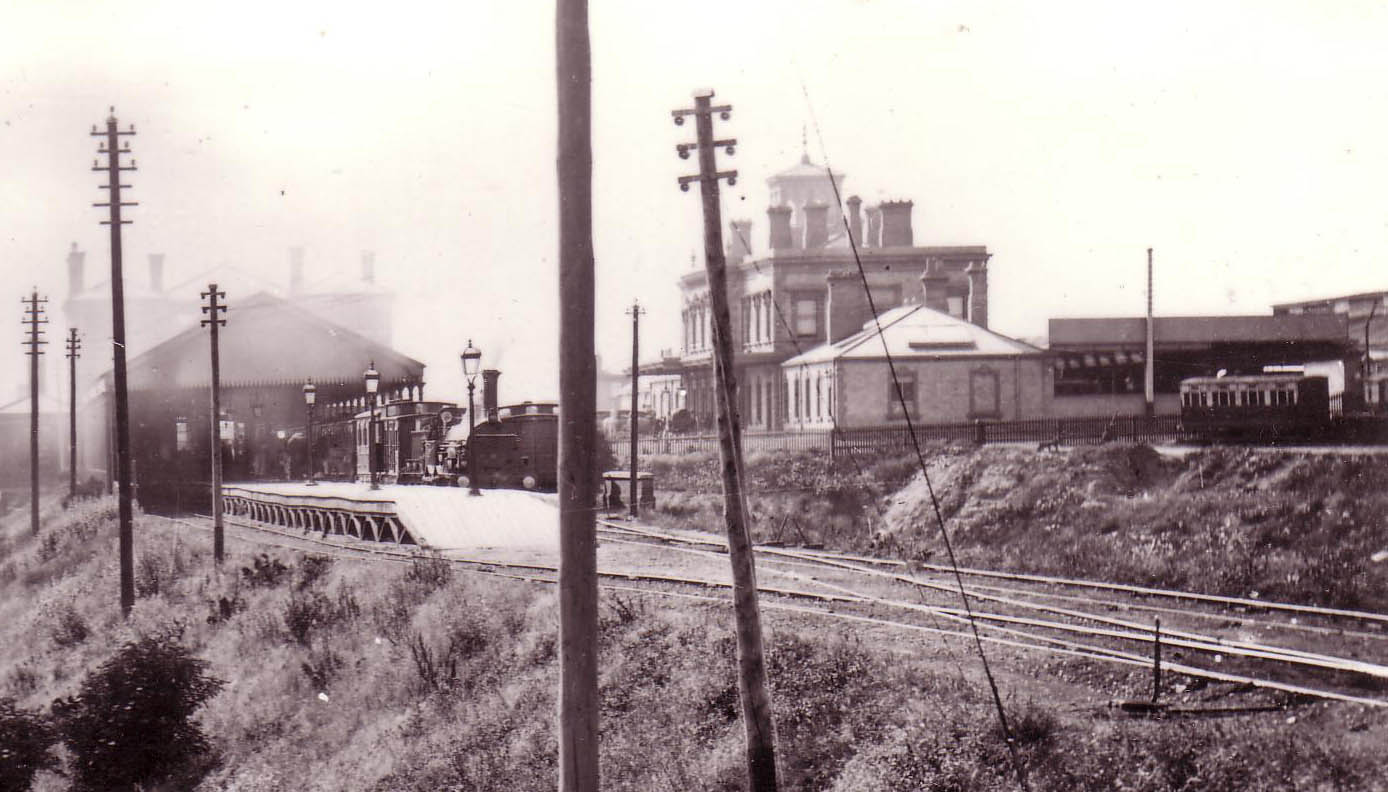
1865年のレディング駅

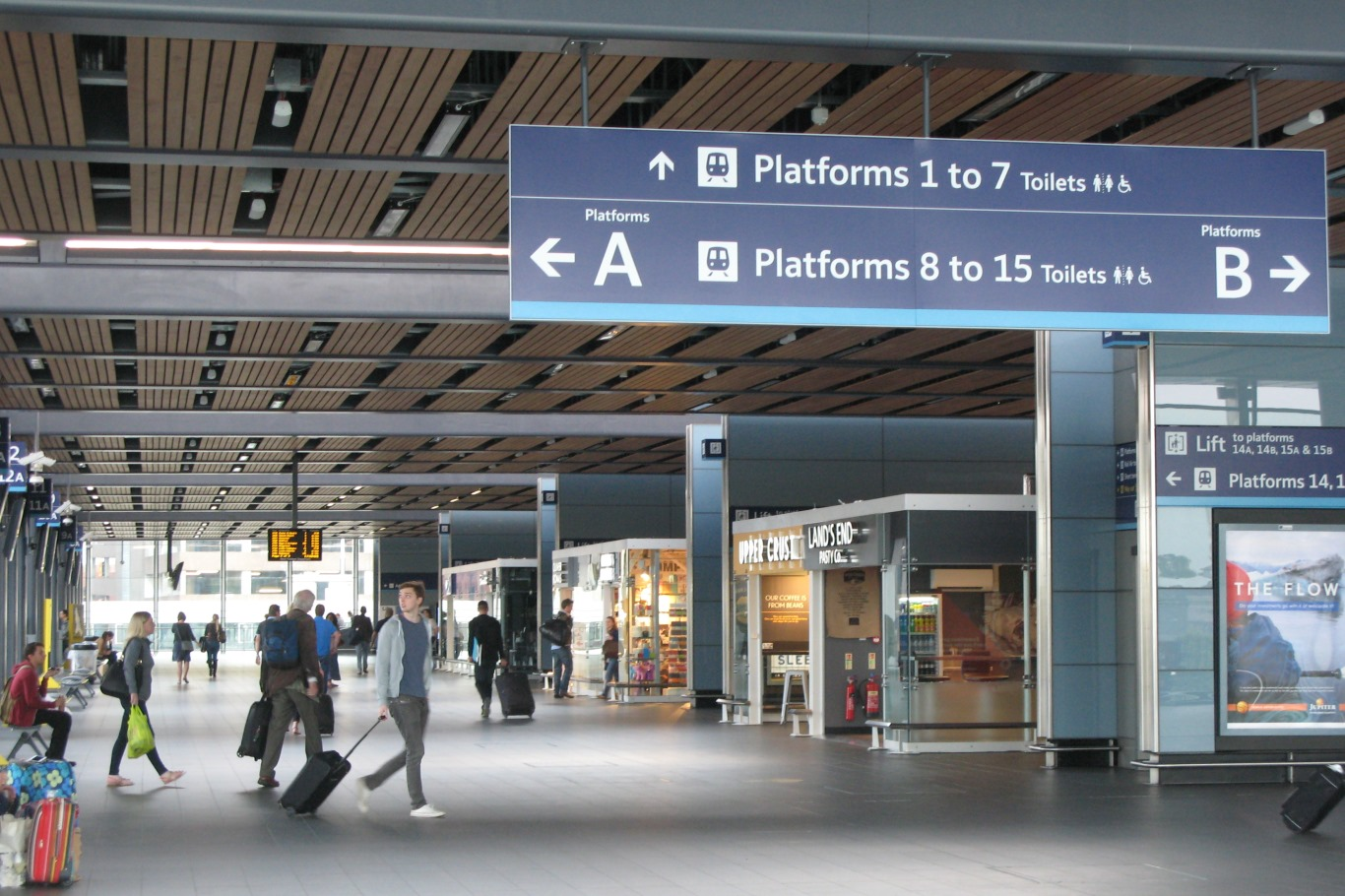
駅内部

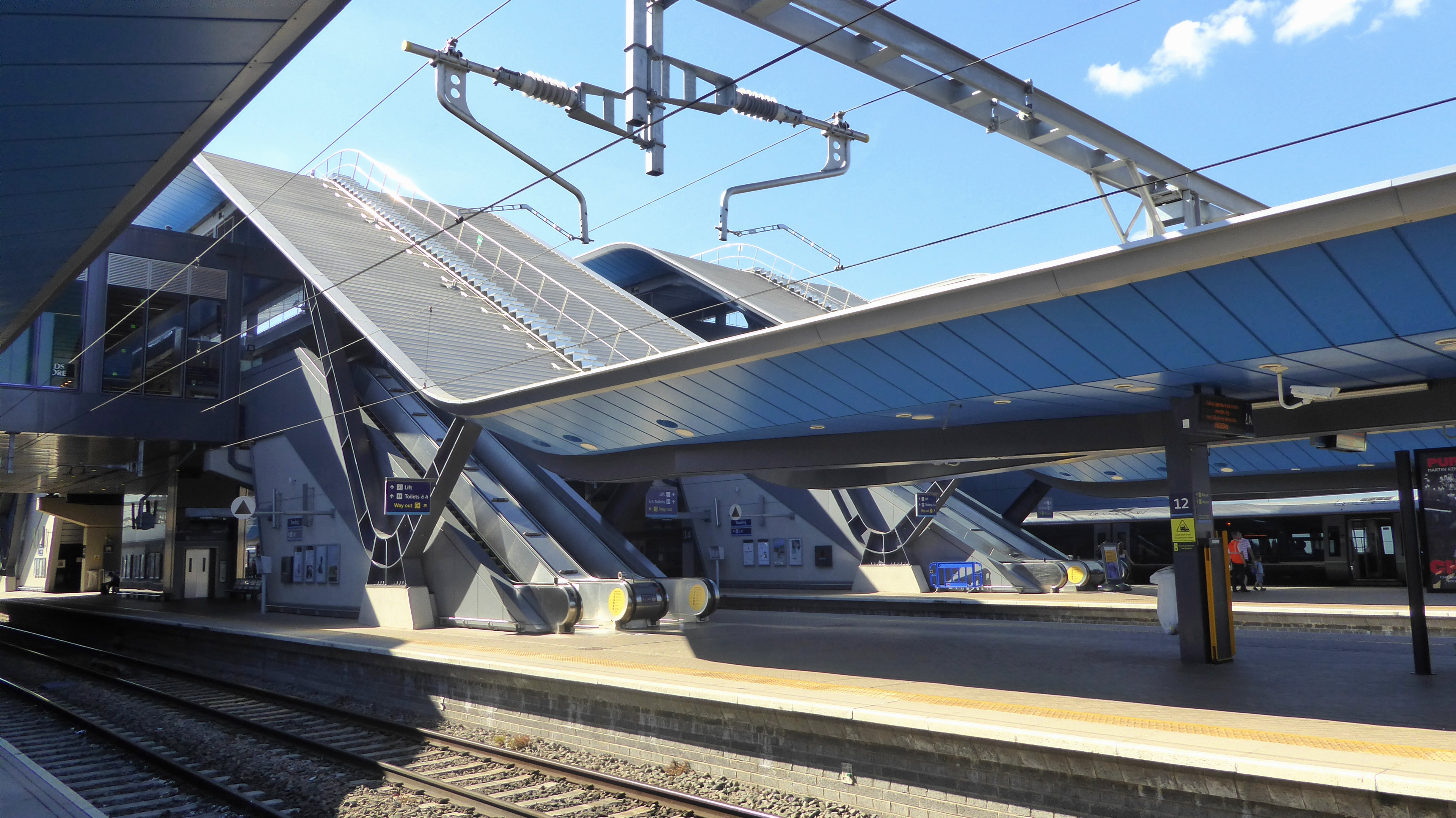
プラットフォームと階段

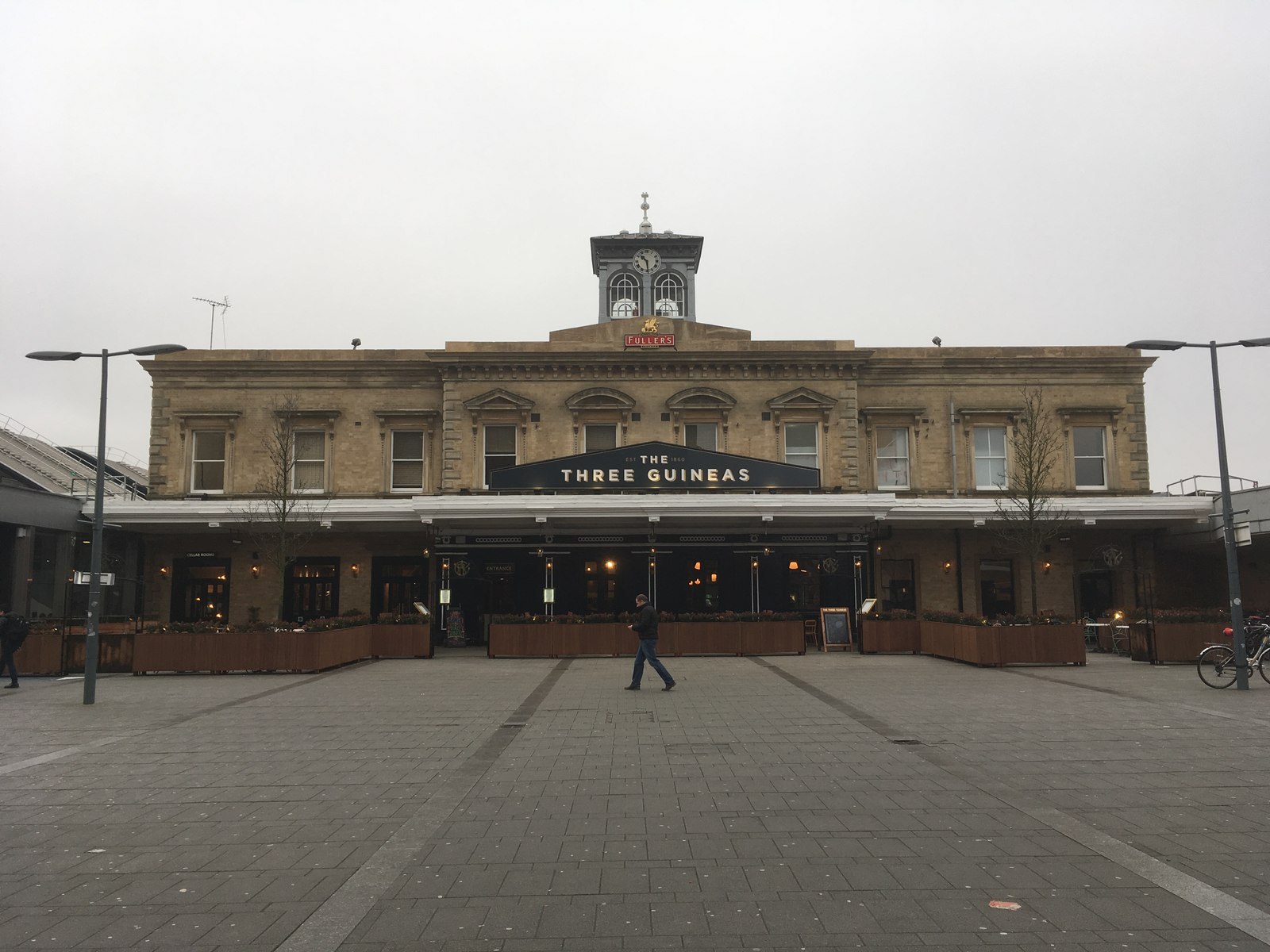
旧駅舎　バブとして使われている

レディング駅（レディングえき、英語: Reading station）はイギリス・バークシャーの中心都市レディングの中心部北側にある鉄道駅。グレート・ウェスタン本線の拠点駅の一つ。ロンドン・パディントン駅から約58km（36マイル）の距離にあり、ロンドンへの鉄道通勤圏に位置する。パディントン駅を起点にイングランド西部のブリストルやグロスター、南西部のコーンウォール半島、中部のバーミンガム、ウェールズ南部などに向かう列車が当駅を経由し、グレート・ウェスタン唯一の夜行寝台列車「ナイト・リビエラ」も停車する。（ペンザンス行きは乗車のみ、ロンドン行きは降車のみ取り扱い）
1840年にグレート・ウェスタン鉄道本線がレディングまで延伸したのと同時に開業した。2009年から2014年にかけて大規模な改装を行い、現在の姿になった。2018/19年には年間1700万人の乗降人員があった。
2020年現在はグレート・ウェスタン、クロスカントリー、TfLレール、サウス・ウェスタン・レールウェイの4つの鉄道運行会社が乗り入れている。

## 歴史
1840年3月30日、「グレート・ウェスタン鉄道(GWR)」のレディング延伸と同時に開業。当時のパディントンとの最短所要時間は1時間5分であった。当時のGWR本線は軌間2140mmの広軌を採用していた。翌年にはブリストルまでの本線が開通した。1844年には駅に隣接してGWR直営のホテルが開業。これは世界初のステーションホテルであった。
その後、1847年にニューベリー・ハンガーフォード線開業（のちコーンウォール方面に延伸）。続いて翌48年にベイジングストーク支線が開業。レディングと周辺とをつなぐ路線が次々に開業し、鉄道のハブターミナルとなっていく。
同じころ、「レディング・ギルフォード・レイゲート鉄道(RG&RR)」が「サウス・イースタン鉄道(SER)」のレッドヒル駅からレディングまでの路線を建設開始。途中でSERが路線を吸収し、1849年にレディング駅南東側地平部に隣接してSERレディング駅が開業（仮駅。1855年に本格開業）。「ロンドン・アンド・サウスウェスタン鉄道(LSWR)」との乗り入れによって、レディング・ウォータールー駅間の直行列車が運転開始する（現在のウォータールー-レディング線）。
1856年から1861年にかけてGWR本線が標準軌と広軌の三線軌条化され、1892年までに広軌列車の運行が終了。これ以降現在まで標準軌のみとなる。1899年にGWRレディング駅構内の複々線化・プラットホーム整備が完了し、パディントンからディドコットまでの本線複々線化が完了した。この時のホーム間の連絡には地下通路が用いられた。
1939年、SERレディング駅が電化（直流750V）される。第二次世界大戦中には両駅と操車場を狙ったドイツ空軍の爆撃を何度も受けた。
戦後の1949年に鉄道国有化が行われイギリス国鉄が発足すると、隣接する二つの駅を区別するため、旧GWR側を「レディング・ジェネラル」駅、旧SER側を「レディング・サウス」駅として区別するようになった。しかし最終的にはサウス駅を廃止し、サウス駅発着路線をレディング駅の新設4a/4bホームに乗り入れさせて1965年に両駅を統合した。現在の4～6番ホームはこの名残りである。旧サウス駅は1970年まで貨物用の引き込み線として存続した。

### 1989年の改装
1989年に高速列車インターシティ125の運転が開始されるのを機に、旧サウス駅の跡地に新駅舎が建設された。また現在の乗り換え通路のある位置に新しい乗り換え跨線橋が架けられた（従来の地下通路もそのまま利用された）。それ以外に駅北側のかつての貨物ヤード跡地に立体駐車場が作られた。旧駅舎はこれ以降パブとして利用される。

### 2009年～2014年の大規模改装
21世紀になり車両を含む鉄道設備の更新が行われるようになると、レディング駅の構内配線は各路線のボトルネックとなっていることが指摘されるようになった。線路に複数の平面交差箇所があることで列車同士の支障が起きていただけでなく、ホームが少ない（通過可能なホームは4線しかなかった）ため構外で入線待ちを余儀なくされることもしばしば起きていた。これを受けて、2007年に大規模な配線変更をともなう駅の大規模改装を行うことが決められた。2008年9月に公表された基本的な計画は次のとおりである。
- 島式ホーム4面8線の新設とウォーキンガム線（ウォータールー-レディング線）用ホームの増設。
- 1989年の跨線橋を広い乗り換え通路に架け替え、南側に新しい改札口（切符売り場なし）を設置。
- 北口地平部にも切符売り場付きの新改札を開設。
- 1898年以来の乗り換え地下通路はホームとの連絡口を閉鎖し、南北を結ぶ歩行者用自由通路として改装する。
- 駅西側の平面交差を除去し、レディング・ウェスト駅との間に連絡線を増設。本線とは立体交差させる。この連絡線は直通列車専用とし、元の連絡線はレディング始発の列車だけに使用する。

これらの工事は2009年から開始された。計画は将来的なクロスレール（エリザベス線）やヒースロー空港直結線（ヒースロー・エアトラック）などの運行を計算に入れて立案されており、また当時進行中だったグレートウェスタン本線の電化計画にも対応していた。グレートウェスタン本線ディドコット・パークウェイまでの電化工事は2018年に完成した。
ネットワーク・レールではこの駅と線路の改良工事に4億ポンドのコストを見込んでいたが、実際には倍以上の8.97億ポンドに達した。しかし一方で工事自体は順調に進み、当初の2015年に完成する計画を前倒しにして2014年7月17日に女王エリザベス2世臨席のもとで完成式典が行われた。ちなみに女王は1989年の改装時にも完成式典に臨席している。

## 駅構造
現在は1番線から15番線までのホームを持つ。そのうち1～3番線は西向きの頭端式ホーム2面3線、4～6番線は東向きの頭端式ホーム2面3線で、7番線は1～6番線と同じ駅舎側ホームを共有する通過可能な単式ホームである。残りの8～15番線が島式ホーム4面8線の配線になっている。7～15番線は東西に分けて使用することができるようになっており、そのような場合発車案内では7aや12bのように後ろにa/bをつけて案内される（aが東側、bが西側）。
改装前の2011年まではホーム3面10線（+ホームのない中線が1線、貨物線が2線）の配置で、駅舎側ホームは1～3番線は現在と同じで現7番線が4番線であった。現在4～6番線がある東側には頭端式の4a/4bホームがあった。4番線から中線を挟んで5番線があり、5番線の逆側が8番線となっていた。5/8番ホームの東側に6番線、西側に7番線が切り欠きホームとして存在した。8番線と向かい合って9番線があり、9番線ホームの東側に10番線の切り欠きホームがあった。9/10番線ホームの北側に貨物用の通過線があった。
駅の入口改札は南側に二か所、北側に一か所ある。南側が開業以来のメインの出入口である。西側に跨線橋の乗り換え通路があり、南口の新改札と北口駅舎と直結している。この乗り換え通路と南北の改札は2014年までの大改装で新設されたものである（後述）。南のもう一つの改札は1989年の改装の時に建てられた駅舎（後述）にあり、ハンバーガーショップやカフェが改札外に併設されているほか、鉄道警察のオフィスなども入居している。乗り換え通路は広く、いわゆる駅ナカ店舗がある。切符売り場は南北駅舎内にあり、乗り換え通路直結の南口新改札にはない。
南側の二つの改札口の間には19世紀に建てられたイザムバード・キングダム・ブルネルの設計による旧駅舎が現存し、現在はパブとして利用されている。

### のりば
| 番線    | 路線・行先                                                                  | 備考                                   |
| ------- | --------------------------------------------------------------------------- | -------------------------------------- |
| 1・2    | ベイジングストーク、ニューバリーなど区間普通列車                            |                                        |
| 3       | 1・2番線と同じ区間普通列車 およびクロスカントリー運行列車折り返し           |                                        |
| 4・5・6 | グレート・ウェスタン運行 ギルフォード、レッドヒル経由ガトウィック空港       |                                        |
| 4・5・6 | サウス・ウェスタン運行 アスコット、トゥイッケナム経由ウォータールー         |                                        |
| 7       | バークス・アンド・ハンツ線に直通する優等列車 およびクロスカントリー折り返し |                                        |
| 8・9    | 西行き本線（優等列車）                                                      |                                        |
| 10・11  | 東行き本線（優等列車） パディントン行き                                     |                                        |
| 12・13  | 西行き普通列車                                                              | ロンドン―レディング間の列車は13/14番線 |
| 14・15  | 東行き普通列車                                                              | ロンドン―レディング間の列車は13/14番線 |

※行先は主な例で、運行状況等によって違うホームを利用する場合もある。

## 運行
鉄道はレディングの西でブリストル・ウェールズ方面とコーンウォール半島方面に分岐する。東はメイデンヘッド・スラウを経由してパディントン駅に向かうグレートウェスタン本線と南のワーキンガム、アスコット、トゥイッケナムを経由してウォータールー駅に向かうウォータールー・レディング線に分かれる。（ウォータールー・レディング線は途中でギルフォード、ガトウィック空港に向かう線と分岐する）
当駅に乗り入れる4社のうち、最も本数が多いのはグレート・ウェスタンである。グレートウェスタン本線・パディントン方面から各線への直通だけでなく、当駅を始発・終着とする近郊への区間普通列車も運行する。またノースダウンズ線を経由してレッドヒルおよびガトウィック空港への便もそれぞれ1時間に1本程度運行している。パディントンへは速達列車で30分程度、各駅停車で1時間程度（TfLも同じ）。
TfLの列車は当駅が走行区間（パディントン～レディング間）の終着駅となり、全列車が折り返す。サウス・ウェスタンが運行するウォータールー-レディング線も同様に、当駅が終点となる。ウォータールーへは各駅停車で1時間20分程度。
特殊な運行となるのはクロスカントリーの列車で、サウサンプトン/ボーンマスからレディングで折り返し、走行方向を逆転させてオックスフォードを経由してマンチェスター以遠に向かう。

### その他の交通
ヒースロー空港との間に直通バスが20分に1本程度運行されている。